# Copernicia textilis
Copernicia textilis là loài thực vật có hoa thuộc họ Arecaceae. Loài này được León mô tả khoa học đầu tiên năm 1931.